# Born to Play Guitar
Born to Play Guitar je sedmnácté studiové album amerického bluesového zpěváka a kytaristy Buddyho Guye. Vydáno bylo 31. července roku 2015 společností RCA Records a jeho producentem byl hudebníkův dlouholetý spolupracovník Tom Hambridge. Na albu se podílelo několik hostů, včetně Billyho Gibbonse ze skupiny ZZ Top či zpěvačky Joss Stone a zpěváka Van Morrisona. Album se umístilo na šedesáté příčce hitparády Billboard 200 a v žánrovém žebříčku téhož časopisu se dostalo na první místo. Guy za desku získal cenu Grammy za nejlepší bluesové album.

## Seznam skladeb
1. Born to Play Guitar – 4:56
2. Wear You Out – 3:30
3. Back Up Mama – 4:42
4. Too Late – 2:46
5. Whiskey, Beer & Wine – 4:30
6. Kiss Me Quick – 2:55
7. Crying Out of One Eye – 4:01
8. (Baby) You Got What It Takes – 3:17
9. Turn Me Wild – 4:36
10. Crazy World – 5:15
11. Smarter Than I Was – 5:27
12. Thick Like Mississippi Mud – 4:03
13. Flesh & Bone – 4:01
14. Come Back Muddy – 5:11

## Obsazení
- Buddy Guy – kytara, zpěv
- Tom Hambridge – bicí, perkuse, tamburína, triangl, větrné zvonky, doprovodné vokály
- Doyle Bramhall II – kytara
- Rob McNelley – kytara
- Kenny Greenberg – kytara
- Bob Britt – kytara
- Billy Cox – basa
- Glenn Worf – basa
- Michael Rhodes – basa
- Tommy Macdonald – basa
- Reese Wynans – clavinet, Hammondovy varhany, klavír, elektrické piano
- Kevin McKendree – africké piano, Hammondovy varhany, klavír
- Rob McKendree – clavinet
- The McCrary Sisters – doprovodné vokály
- Billy Gibbons – kytara, zpěv
- Kim Wilson – harmonika
- Joss Stone – zpěv
- Van Morrison – zpěv